# Régiment wallon
Le régiment wallon des Nouveaux Gueux est une ancienne unité d'infanterie des Provinces-Unies, composée de Wallons. Le régiment était formé de deux bataillons, disposant d'une compagnie de grenadiers et de six compagnies de mousquetaires. Bien que le régiment dispose d'un nom et d'un numéro, il était généralement désigné par le nom de son commandant (colonel).

## Historique du régiment

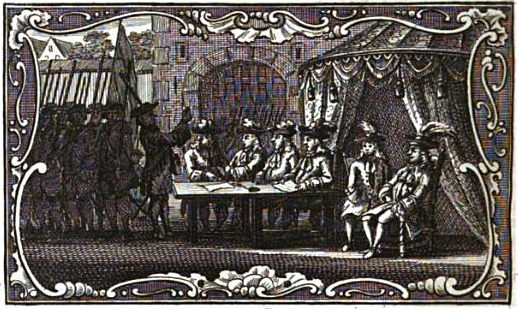
Le 9 mai 1600, les soldats wallons jurent fidélité aux Etats-Généraux et à Maurice de Nassau, devant les portes du Fort Saint-André.

De nombreux wallons ont participé à l'insurrection des Pays-Bas contre la tutelle des Habsbourg. L'armée des Etats-Généraux comptait à l'origine autant de Wallons que de Flamands ou de Hollandais. Les troupes wallonnes au service des Provinces-Unies se sont notamment illustrées lors de la prise de La Brielle et lors du siège de Haarlem. Les Wallons étaient particulièrement nombreux au sein des gueux de mer, ce qui est attesté par le surnom néerlandais du drapeau historique des Provinces-Unies : "oranje-blanje-bleu". Le régiment wallon des nouveaux gueux fut formé le 9 mai 1600, à partir de soldats wallons, transfuges de l'armée espagnole, lors de la reddition du Fort Saint-André. Les wallons qui adoptèrent le surnom de Nouveaux Gueux, entrèrent au service des Provinces-Unies à condition que le régiment soit commandé par un membre de la famille de Nassau ou un officier d'origine wallonne. Le régiment s'illustra notamment lors de la bataille de Nieuport, sous le commandement de Daniel de Hertaing, Seigneur de Marquette ("régiment Marquette"):

« Les gens de pied au milieu de la cavalerie étaient le régiment du comte Henri Frédéric de Nassau, commandée par le sieur Daniel de Hertain, seigneur de Marquette, son lieutenant colonel, et en ce régiment il y avait sa compagnie, celle de Jean de Bont, d’Antoine de Saucy, de François Marly, de François Maréchal, de Philippe de la Lou, de Jean Nemmery, de Jonas Durant, et de Gabriel de Nouvelles, faisant ensemble 9 compagnies. »

Pour provoquer les espagnols, les soldats wallons conservèrent leur ancienne écharpe rouge, en la positionnant à l'envers, c'est-à-dire sur l'épaule gauche, ce qui sera leur signe distinctif jusqu'en 1795.

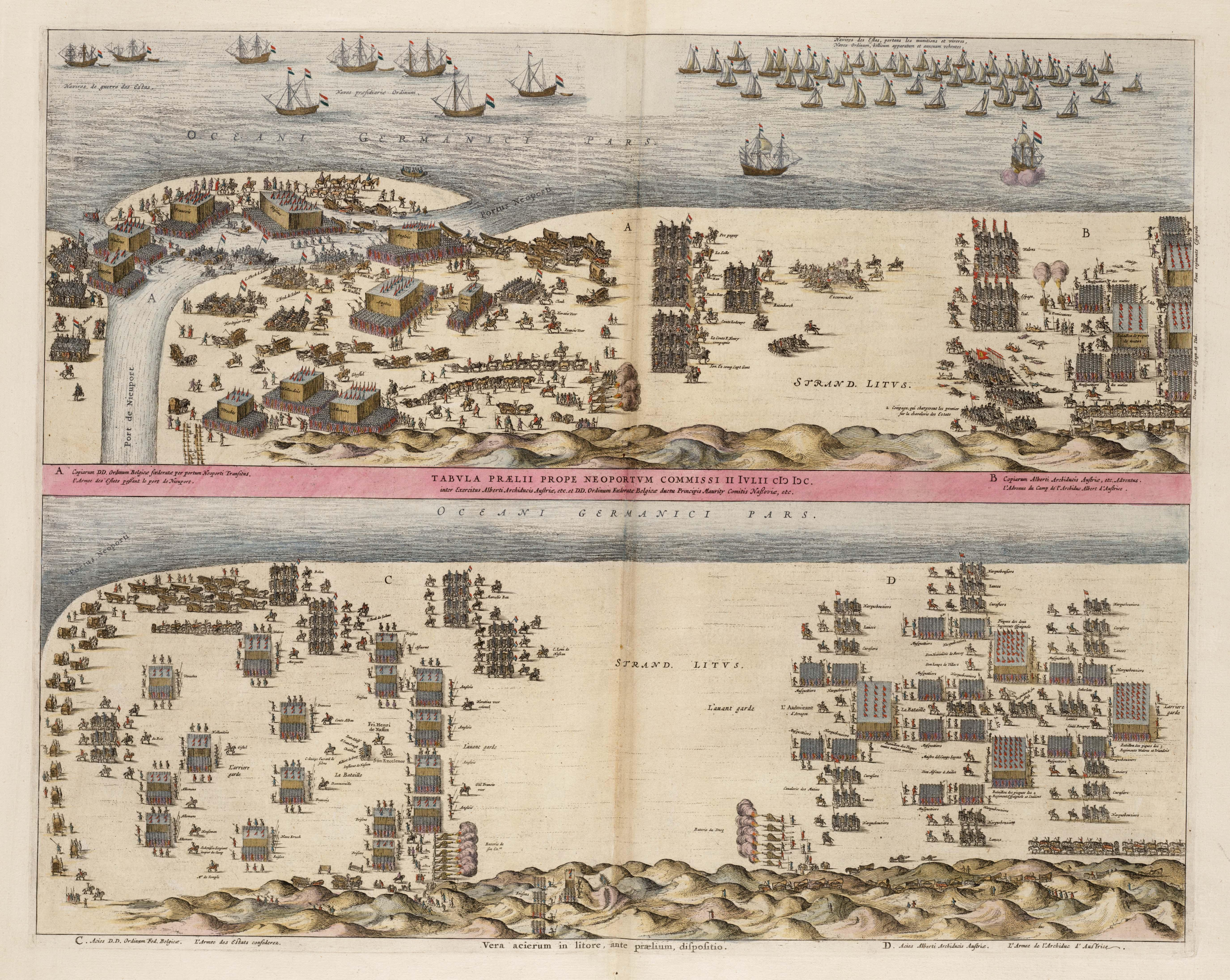
Le régiment wallon s'est particulièrement illustré lors de la bataille de Nieuport.

Ce régiment d'élite a fourni des soldats à la fois pour l'infanterie et le Corps des Marines. Durant la deuxième guerre anglo-néerlandaise, en 1665, le 1er Régiment de Marine des Provinces-Unies, ancêtre direct du Corps des Marines des Pays-Bas, est créé à partir de soldats du régiment wallon (Utrechts Regiment), sous le commandement de Willem Joseph de Gand, en garnison à Hellevoetsluis. En 1702, durant la guerre de succession d'Espagne, les Etats-Généraux décident de créer trois régiments liégeois (Luikerwalen) : le Régiment de cavalerie des Dragons du Baron de Walef, les Régiments d'infanterie des Barons de Trogne et de Caris et le Régiment d'infanterie du colonel Jamart. En 1747, pendant la guerre de succession d'Autriche, le premier régiment wallon passe sous le commandement du colonel Lillers qui commandait également le régiment wallon de Cornabé, appelé « Dragons Wallons », et le régiment wallon de Lillers, dénommé plus tard « Bataillon des Gardes Wallons ». Le premier régiment était connu sous le nom de "Vieux Wallons" (Oud Walen) pour souligner son ancienneté. En 1762, les trois régiments wallons furent fusionnés en un régiment composé de trois bataillons. Au XVIIe siècle, le recrutement dut s'opérer principalement dans la principauté de Liège. À partir du XVIIIe siècle, le recrutement put se faire dans les garnisons de la Barrière, notamment Namur et Tournai. Le Régiment Wallon subsista jusqu'à la création de la République batave, en 1795.

## Chefs de corps
- 1600:  Frédéric-Henri de Nassau

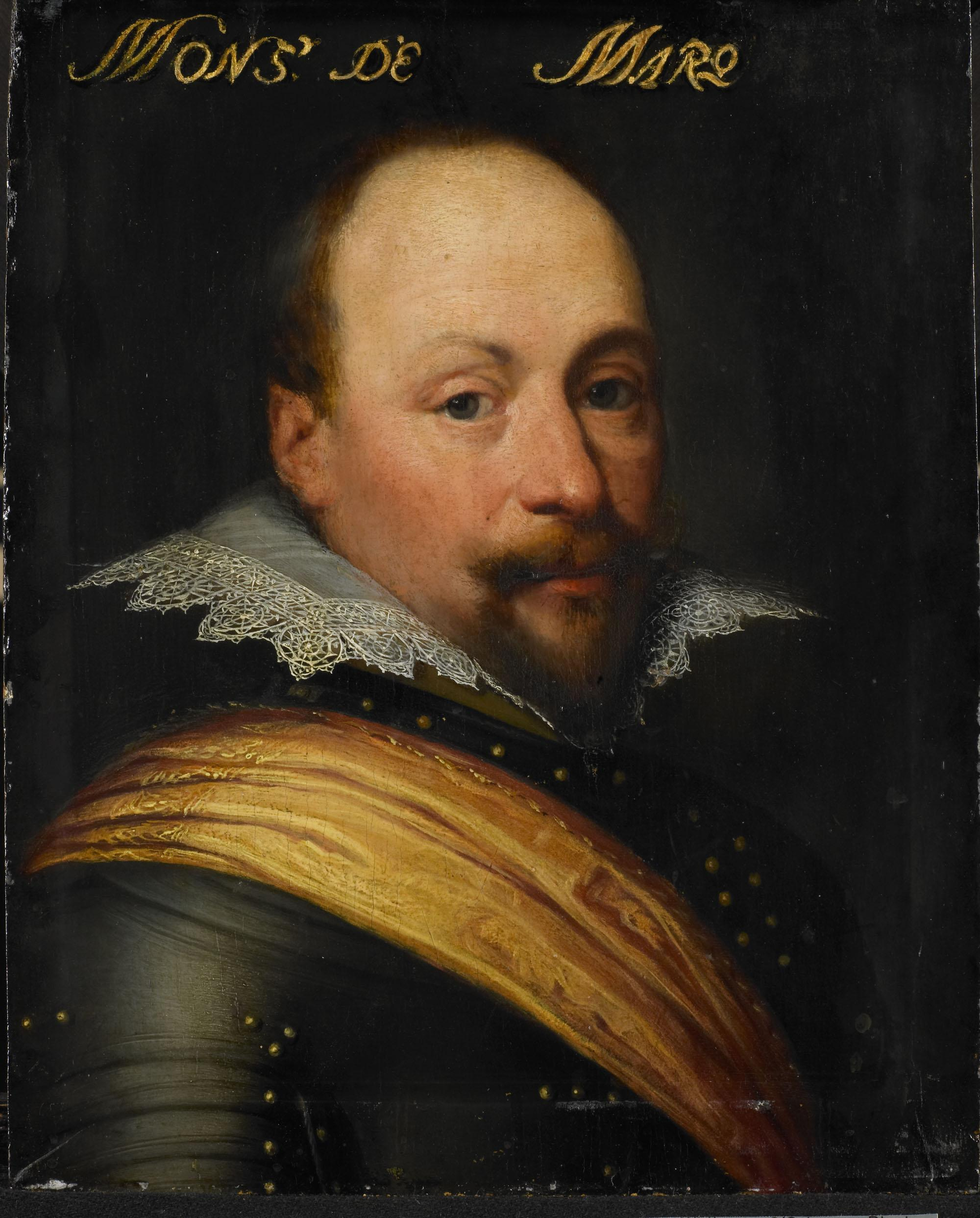
Le hennuyer, Daniel de Hertaing, commandait les 'Nouveaux Gueux' pendant la bataille de Nieuport.

- 1602:  Daniel de Hertaing, Seigneur de Marquette
- 1606:  Jean-Maurice de Nassau-Siegen
- 1617:  Philippe de Levin, Seigneur de Famars
- 1627:  Guillaume de Levin, Seigneur de Famars
- 1629:  Jean-Maurice de Nassau-Siegen
- 1644:  Guillaume-Frédéric de Nassau-Dietz
- 1644:  Johan van Beveren
- 1695:  Valéran de Nassau-Usingen
- 1701:  Guillaume de Nassau-Usingen
- 1710:  Louis-Maximilien de Hertaing, seigneur de Marquette